# Festival Internacional de Teatro por Chiloé Profundo
El Festival Internacional de Teatro Itinerante por Chiloé Profundo (llamado también Fitich) es un festival chileno de artes escénicas dedicado al teatro de carácter itinerante por diversas comunas del archipiélago de Chiloé. Fundado el año 2010, realiza las funciones teatrales en colegios, centros comunitarios, plazas, iglesias, gimnasios, centros de madres, entre otros.
Fitich se realizó cada semestre hasta el año 2017 y a partir del 2018 una vez al año. En su camino ha reunido a compañías de teatro de Chile, Latinoamérica y Europa, lo que ha permitido fomentar el encuentro multicultural.[cita requerida] Asimismo, el alcance territorial del Festival ha crecido y también abarca toda la Región de Los Lagos, llevando funciones a Palena, Llanquihue y Osorno.[cita requerida]

## Versiones
| Festival | Festival | año  | Funciones | Fecha de realización           |
| -------- | -------- | ---- | --------- | ------------------------------ |
|          | I        | 2010 | 44        | 21 de enero - 25 de febrero    |
|          | II       | 2010 | n.d.      | 20 de agosto - 5 de septiembre |
|          | III      | 2011 | n.d.      | 20 de enero – 5 de febrero     |
|          | IV       | 2011 | n.d.      | 22 de agosto – 3 de septiembre |
|          | V        | 2012 | n.d.      | 7 de enero - 27 de enero       |

### Primer festival
| País      | Obra                         | Compañía                       | Director                |
| --------- | ---------------------------- | ------------------------------ | ----------------------- |
| Argentina | «Unipersonal Infantil»       | Compañía “Teatro de a uno”     | Carlos Vignola          |
| Chile     | «Mujeres arriba»             | Capanegra                      | Malucha Pinto           |
| Colombia  | «Los cuentos del juglar»     | Tambores de Fuego              | Humberto Castelblanco   |
| Cuba      | «El tesoro de un aventurero» | Compañía Escena abierta        | Javier Pérez Álvarez    |
| Italia    | «La maga Mariposa»           | Compañía “Comediante del arte” | Daniela Altieri         |
| Perú      | «INKARRI»                    | Compañía Gestos                | Domingo Becerra Guadaña |

### Segundo festival
| País               | Obra | Compañía                                        | Director                      |
| ------------------ | --- | ----------------------------------------------- | ----------------------------- |
| Argentina          | «Unkita y el Zorro» «Historias simples para el alma»                                                            | Compañía Pez Soñador                            | Italo Cárcamo                 |
| Chile              | «Encontrarte, basado en la obra Macho-Machuca»                                                                  | Compañía Capa Negra                             | Gabriela Recabarren           |
| México             | «Tapetito de mentiras y otros cuentos» «Historias de Zacatecas» «De emparedados y otras historias tras el muro» | Compañía Estatal de Narración oral de Zacatecas | María Eugenia Márquez Sánchez |
| País Vasco, España | «A zambullirse en el mundo de los niños» «Puta, vieja y alcahueta»                                              | Compañía "Agerre Teatroa"                       | Maite Agirre                  |

### Tercer festival
| País      | Obra | Compañía                                     | Director                |
| --------- | --- | -------------------------------------------- | ----------------------- |
| Argentina | «Mujeres» «Cuentos que van y vienen» | Grupo de teatro independiente TEATRAPO       | Natalia Salvador        |
| Argentina | «Con voz de mujer» «Así me lo contó mi abuela» «Té de señoras» | Grupo Palabra de mujer                       | Claudio Ledesma         |
| Argentina | «Líos de granja» «Teatro de Muñecos en Cuatro Actos: “El Despropiado”, “Testamento”, “Los Machaditos”, “Chimi Churri”» | Compañía "Chincho poroto, teatro de títeres" | Claudio Ledesma         |
| Chile     | «Experiencia de Multiplicación dramática, basado en la obra MACHO MACHUCA» | Compañía "Capanegra".                        | Malucha Pinto           |
| Colombia  | «Jardines de Arena» | Compañía “La sombra del fuego”               | Viento y Canela         |
| Colombia  | «Con mis pies en tu tierra» | Compañía "El Baúl"                           | Jorge Romero Mora       |
| Cuba      | «No vayas a llorar» | Compañía "Teatro viento de agua"             | Maribel Barrios Olivera |
| Perú      | —«Seres fantásticos del Amazonas: "El origen del río amazonas", "El bufeo colorado", "El ciclo de Tsunki: Yushín el diablo", "La hija de Tsunki", "La sirena del río marañón", "La hija de Tsunki va a vivir con los mortales", "El niño sol", "La mujer que era estrella", "El aguaruna que se convirtió en vampiro", "Panki, la boa y el hombre que se convirtió en río", "La mujer perdida y manchumush", "Encuentros casuales"» | Compañía Cuéntame Perú                       | Claudia Curiel          |